# Anal jezik
Anal jezik (namfau; ISO 639-3: anm), jezik plemena Anal koji se govori na jugoistoku indijske države Manipur u distriktu Chandel.
Anal pripada sjevernoj skupini kuki-chin jezika, ali sebe deklariraju Nagama. Postoje dva dijalekata, laizo i mulsom. 13 900 u Indiji (2001); u Burmi ih ima oko 7 000

## Vanjske poveznice
- Ethnologue (14th)
- Ethnologue (15th)